# Кать
Кать — река в Вологодской и Новгородской областях России, правый приток Мологи (бассейн Волги).
Высота устья — 106,6 м над уровнем моря. Высота истока — 147,3 м над уровнем моря.
Кать вытекает из озера Кривцово в 2 км к востоку от деревень Хмелево и Кривцово Никольского сельского поселения Устюженского района Вологодской области. Течёт на северо-запад, пересекает границу Быковского сельского поселения Пестовского района Новгородской области. Возле деревни Катешево пересекает автодорогу Р8. В нижнем течении русло проходит по Залесскому сельскому поселению Устюженского района. Устье реки находится в 104 км по правому берегу реки Молога. Длина реки составляет 64 км, площадь водосборного бассейна — 483 км².
Основные притоки: Белая, Счастливец, Жаров (правые), Мелогошь (левый), Маравруша, Григоровский, Алальевский (правые), Грязливец, Горский (левые).
Населённые пункты на берегах Кати:
- Вологодская область: Городок, Крестцы,
- Новгородская область: Анисимцево, Кузнецово, Дедово, Никулкино, Иваниково, Петровское, Катешево.

Рядом с местом впадения реки Кать в Мологу в деревне Куреваниха находится комплекс курганов XI—XII веков.

## Данные водного реестра

Кать на карте бассейна Рыбинского водохранилища и Белого озера

По данным государственного водного реестра России, относится к Верхневолжскому бассейновому округу, водохозяйственный участок реки — Молога от истока и до устья, речной подбассейн реки — реки бассейна Рыбинского водохранилища. Речной бассейн реки — Верхняя Волга до Куйбышевского водохранилища (без бассейна Оки).
Код объекта в государственном водном реестре — 08010200112110000006429.